# Nomia dimidiata
Nomia dimidiata là một loài Hymenoptera trong họ Halictidae. Loài này được Vachal mô tả khoa học năm 1897.